# A világ vallásai (irodalmi mű)
A világ vallásai egy nagy terjedelmű, két kötetes magyar vallástörténeti mű a Horthy-korszakból, amely terjedelmét és részletességét tekintve máig az egyik legnagyobb[forrás?] a maga nemében. Szerzője Szimonidesz Lajos teológus, korábban evangélikus lelkész volt.
Az összességében körülbelül 620 oldalas művet a Dante Könyvkiadó jelentette meg Budapesten 1928-ban. A két nagy alakú, díszes borítóval megjelent kötet közül az első egy általános bevezető és a vallástörténet tudományának történeti áttekintése után a „primitív vallások” néven természeti népek vallásait mutatja be, majd az ókori keleti népek (egyiptomiak, mezopotámiaiak, perzsák, kínaiak), görögök, rómaiak, germánok, kelták, szlávok, balti népek, finnek, és ősmagyarok vallását, végül az iszlámot, a hinduizmust, és a buddhizmust ismerteti. A második kötet a zsidó vallást, és a kereszténységet különféle ágaival és jellemzőivel tárgyalja. A kötetek nagy mennyiségű fekete-fehér egész oldalas- és szövegillusztrációt tartalmaznak. A művet többek között Zoványi Jenő és Illyés Gyula méltatta kritikájában.
A művet 1988-ban a Könyvértékesítő Vállalat a Tudománytár-sorozat keretében Budapesten egy kötetbe kötve és részben új képi anyaggal ellátva, valamint a szerző életére és a mű fogadtatására vonatkozó tanulmánnyal kiegészítve reprint kiadásban ismét megjelentette. Ezt a formát vette át 1994-ben a Háttér Kiadó is.